# Плющихинский
Плющихинский жилмассив — крупный жилой район, находящийся в Октябрьском районе города Новосибирска. В 2010 году на его территории проживали 27 тысяч человек, а в мае 2013 года — 34 тысячи. Общая площадь района — около 900 га, из них многоэтажными домами занято 90 га.

## Застройка

### Проектные работы
Разработанным проектом предусмотрено комплексное благоустройство и озеленение данной территории, создание собственной развитой инфраструктуры с объектами соцкультбыта: образовательными (детские сады, школы), торговыми, лечебно-оздоровительными и досуговыми учреждениями. Предусмотрено и обустройство рекреационной зоны в пойме реки Плющихи (долина станет парком), благодаря которой район и получил своё название. Запланированы и спортивные комплексы, гостиницы, стоянки, автобазы и другие объекты. На территории Плющихинского в середине 2000-х годов находятся 15 садовых обществ, которые в дальнейшем будут снесены, а их земли переведены в земли другого назначения.

### Массовая застройка
Освоение Плющихинского района началось в 2005 году и велось панельными десятиэтажными типовыми домами. Строились и более высокие здания — основная их масса составляла 10-ти этажные дома, но возводились и отдельные дома высотой до 27-этажей.
Первый жилой дом был введён в эксплуатацию в декабре 2005 года. Общая ёмкость площадки жилмассива, по состоянию на середину 2006 года — 4 млн м². В течение следующего года на жилом массиве появилось 53,2 тысячи м² нового жилья. К 2008 году главный застройщик жилмассива («Дискус плюс») на 30 гектарах построил 27 жилых домов. А в 2009 году, за первое полугодие, было сдано уже 50 тысяч м² жилья. Всего же на 2009 год в Плющихинском жилом районе было возведено 30 многоэтажных домов и пять строилось. Основными проблемами в ту пору считались отсутствие объектов соцкультбыта и коммуникации (отсутствие новых, либо износ существующих).

## Инфраструктура

### Улицы
Улицы жилого района: Владимира Высоцкого, Татьяны Снежиной, Виталия Потылицына, Волочаевская, Плющихинская. .

### Образование
На жилмассиве есть 3 детских сада (ул.Т.Снежиной, 52; ул.Т.Снежиной,47; ул.Т.Снежиной, 37/1) и школа (ул. В.Потылицина,9)

### Торговля
- На территории самого жилого района имеются[10]:

1. Различные магазины.
2. Парикмахерские.
3. Агентства недвижимости.
4. Сервисные компании.

- В транспортной доступности расположены крупные торговые центры. Такие как[1]:

1. «Континент».
2. «Лента».
3. «Панорама».
4. «Пекин».

До 2015 года здесь располагался крупнейший в Сибири оптовый вещевой рынок — Гусинобродский.

### Медицинские учреждения
- Медицинские центры.
- Аптеки.

### Транспорт
Маршруты общественного транспорта:
- Автобус: № 95[11], № 96[12], № 30, № 97, № 98[13].
- Маршрутное такси: № 48[14], № 14, № 24, № 44, № 44а, № 48, № 90.
- Троллейбус: №22[15].

В процессе освоения района была построена новая дорога, связывающая улицу Лазурную и крупную магистраль — Гусинобродское шоссе, ведущую на Ленинск-Кузнецкий. Проблема транспортной доступности района практически стала решённой — весь общественный транспорт доходит до самого конца Плющихинского, проходя от шоссе по улицам Волочаевской и Татьяны Снежиной. Согласно генеральному плану, жилмассив свяжут в дальнейшем с улицей Выборной. Переход и связь с Выборной планируется сделать через реку Плющиха от улицы Высоцкого.
В перспективе вдоль Гусинобродского шоссе должны появиться две станции Дзержинской линии метрополитена и метродепо «Волочаевское».